# Faskompensering
Faskompensering är metoder i ett växelströmssystem för att minska den reaktiva effekt som anslutna laster ger upphov till genom att lasterna orsakar fasskillnad mellan spänning och ström. Den reaktiva effekten är effekt som inte förbrukas av den anslutna lasten utan sänds tillbaka till växeleffektkällan. Sändandet och mottagandet av reaktiv effekt ger överföringsförluster och de reaktiva strömmarna reducerar elkraftsledningarnas kapacitet att överföra nyttig effekt.

## Metoder

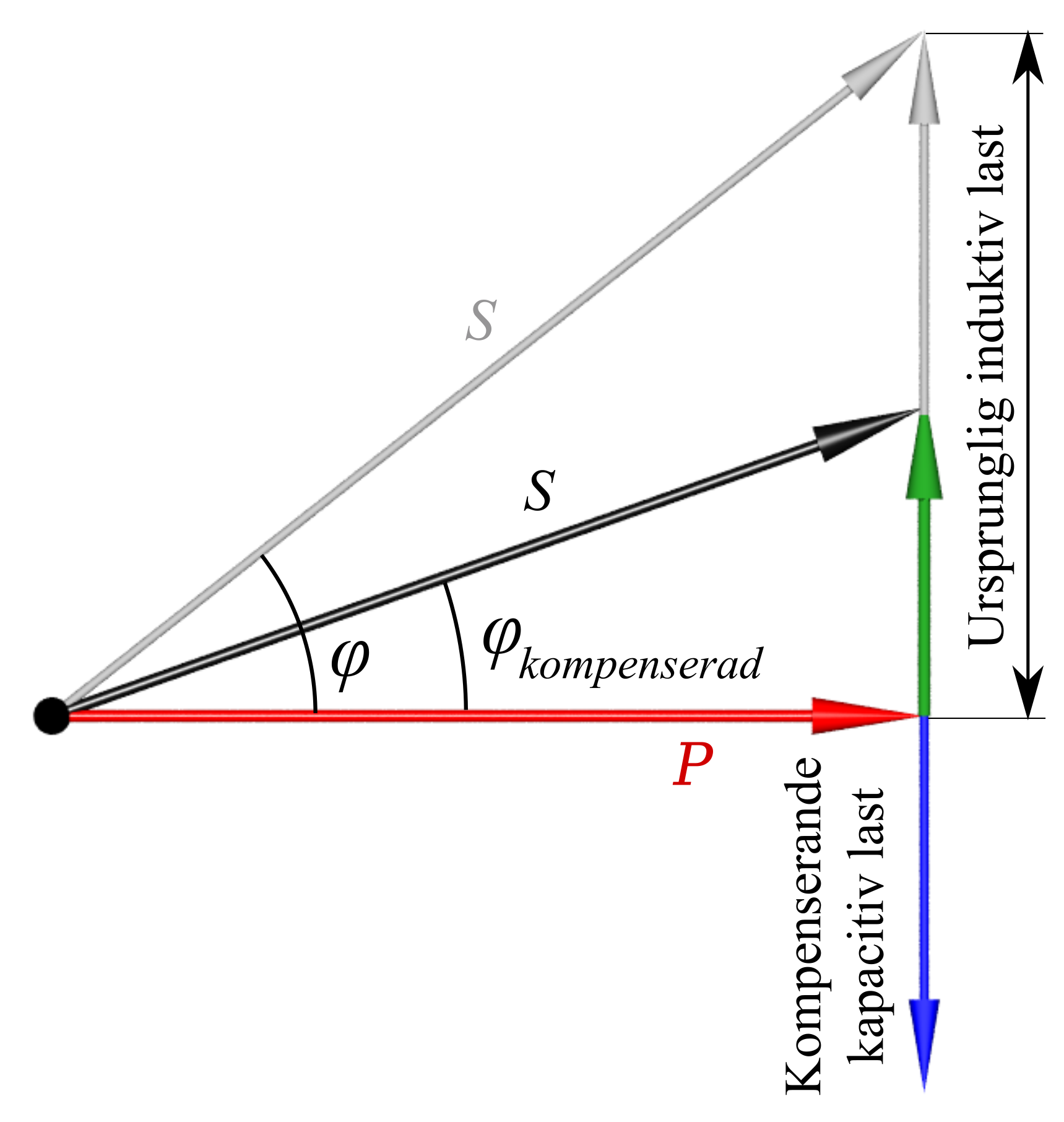
En induktiv last faskompenseras med en kapacitiv last, vilket leder till en minskning av fasvinkeln (ökning av effektfaktorn cos φ)

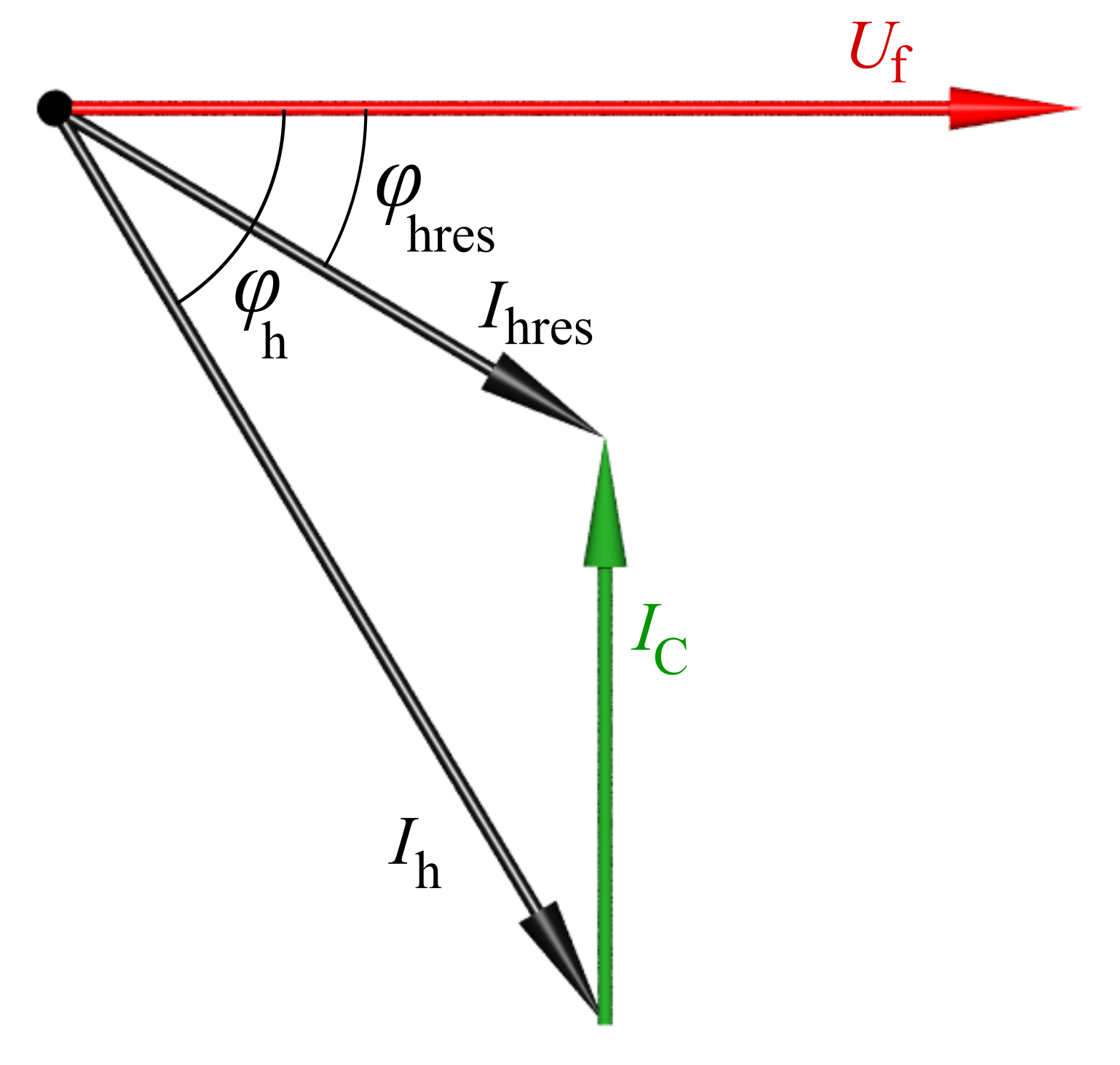
I detta fall ger faskompenseringen upphov till strömmen I_{c} i elkraftsledningen vilken minskar strömmen från I_{h} till I_{hres}

Faskompenseringens syfte är att öka belastningens effektfaktor, det vill säga, minska fasskillnaden mellan spänning och ström. Hur faskompenseringen utförs beror på om den reaktiva lasten är av induktiv eller kapacitiv typ. En induktiv last kompenseras med en kapacitiv last och en kapacitiv last kompenseras med en induktiv last.
Många av de apparater som ansluts till elnätet ger upphov till större eller mindre reaktiva effektkomponenter. Exempel på laster med betydande reaktiva komponenter är växelströmsmotorer och lysrörsarmaturer. Kompenserande reaktiva laster kan genereras med hjälp av roterande faskompensatorer (induktiva laster) eller med kondensatorer (kapacitiva laster). 
Om den kompenserande reaktiva effekten genereras nära lasten, minskas längden av den ledning som överför den kompenserande strömmen och därigenom minskas nätets effektförluster. Ofta kopplas faskompensering in i direkt anslutning till objektet, exempelvis i lysrörsarmaturer där en kompensator är inbyggd i armaturen och denna typ av kompensering kallas direktkompensering. En fördel med direktkompensering är att den kopplas in och ur samtidigt med belastningen.
För större kretsar med objekt som orsakar reaktiva effekter, exempelvis i fabrikslokaler där grupper av belysningar tänds samtidigt, kan det vara ekonomiskt fördelaktigt att använda gruppkompensering. En enda kompensator används för varje grupp av belysningsarmaturer som tänds samtidigt.
Många mindre bruksföremål, exempelvis mindre motorer och enstaka lysrörsarmaturer, är varken direktkompenserade eller gruppkompenserade. Elleverantörerna använder därför centralkompensering för att minska den reaktiva effekten, vilket till exempel kan ske genom att kondensatorbatterier kopplas till och från nätet allteftersom belastningen varierar. Även synkronmaskiner används för faskompensering. Även för enskilda industrier, vars interna nät måste hantera stora reaktiva effekter, används centralkompensering.